# Villa Il Roseto

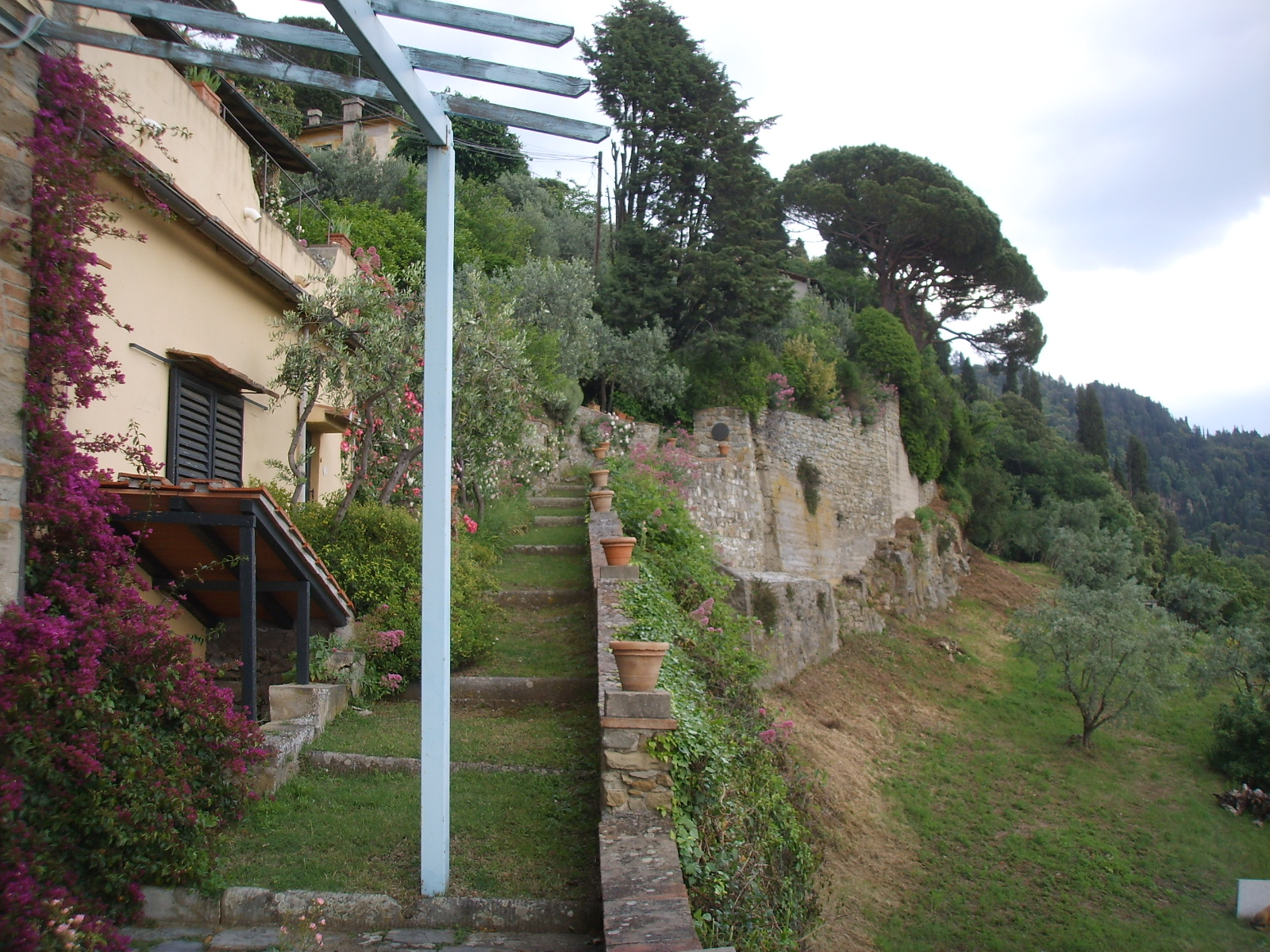
Villa Il Roseto, Fiesole

Villa Il Roseto è una villa di Fiesole, situata in via Beato Angelico 15.

## Storia e descrizione
Sul terreno scosceso della collina sotto il centro di Fiesole, questo giardino stretto e abbarbicato ha una delle vedute tra le più belle su Firenze e la valle dell'Arno. Un viale dritto conduce a questa villa realizzata dalla pittrice belga, Consuelo De Jevenois, tra la fine dell'Ottocento ed i primi del Novecento, quando queste zone collinari erano abitate per lo più da stranieri.
Villa Il Roseto ha un bel giardino fiorito di ortensie, azalee e rose con due vialetti che si snodano in quota, verso due punti panoramici. La conformazione ripida del terreno consente solo terrazzamenti, dove sono presenti le specie più varie (cipresso, oleandro, arancio amaro, ciliegio, alloro, melograno, e piante tipiche della macchia mediterranea). Brevi filari di olivi accompagnano i vialetti in pietra serena bordati di roselline selvatiche e iris.
L'edificio, molto semplice, di colore ocra, può riferirsi alla casa colonica toscana. Una loggia a cinque arcate disimpegna il belvedere e la parte più alta del giardino.
Dal 1958 la casa è stata abitata dall'architetto Giovanni Michelucci e sua la moglie, la pittrice Eloisa Pacini. Pochissimi sono gli interventi di modifica da lui apportati. Il giardino si risolve come percorso sui vecchi terrazzamenti, dove sono state mantenute molte delle piante originarie tipiche del luogo. Per volontà dei coniugi Michelucci è stata istituita una Fondazione Michelucci che comprende l'edificio, i volumi della biblioteca, i disegni ed i plastici dello studio dell'architetto, scomparso quasi centenario il 31 dicembre 1990. Alla Fondazione è anche legata la pubblicazione della rivista La Nuova Città, il cui scopo è promuovere gli studi d'architettura sociale nel settore delle carceri, ospedali e scuole.
Nella villa riposano le ceneri di Giovanni Michelucci e della moglie.

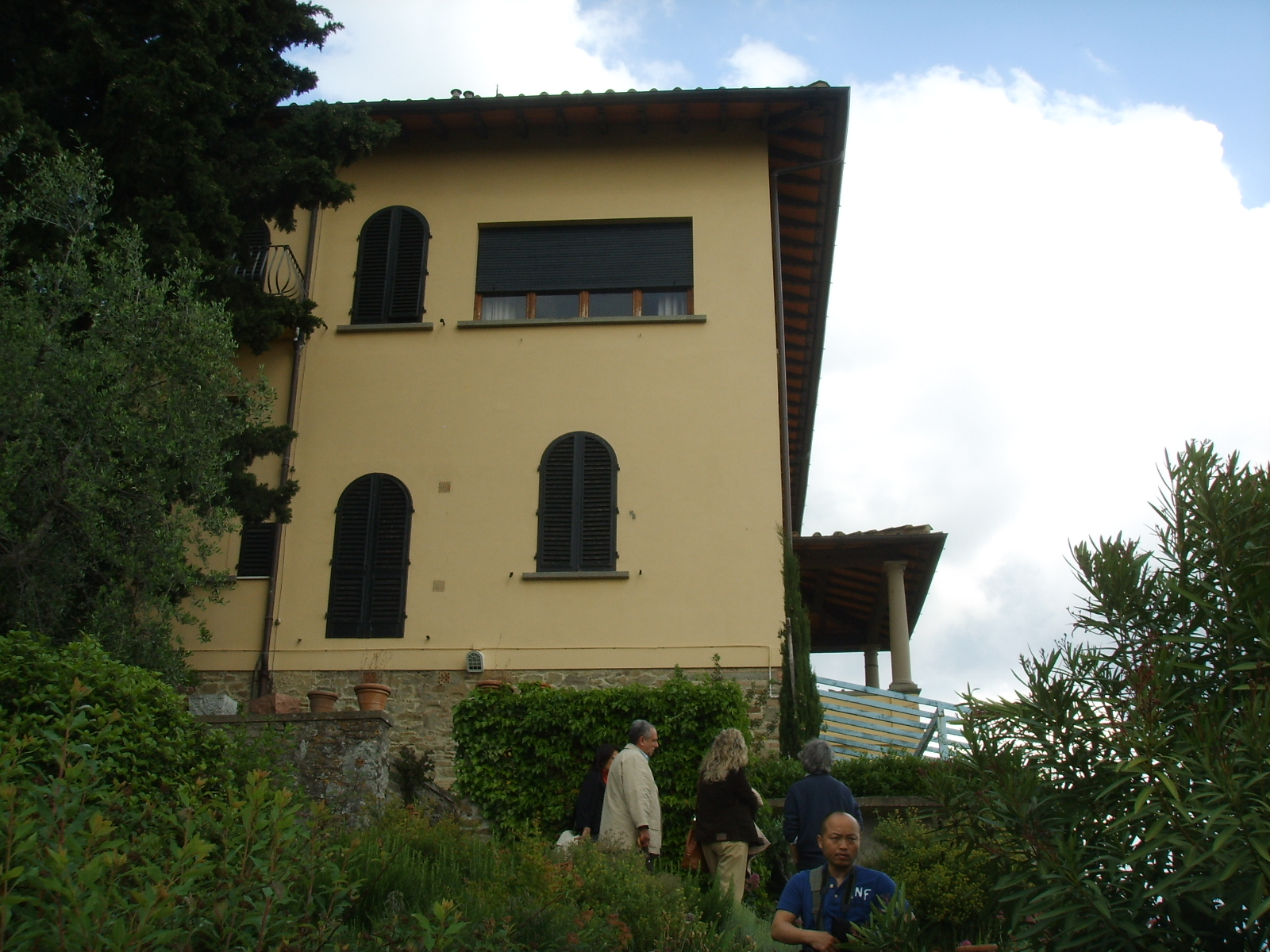
La villa
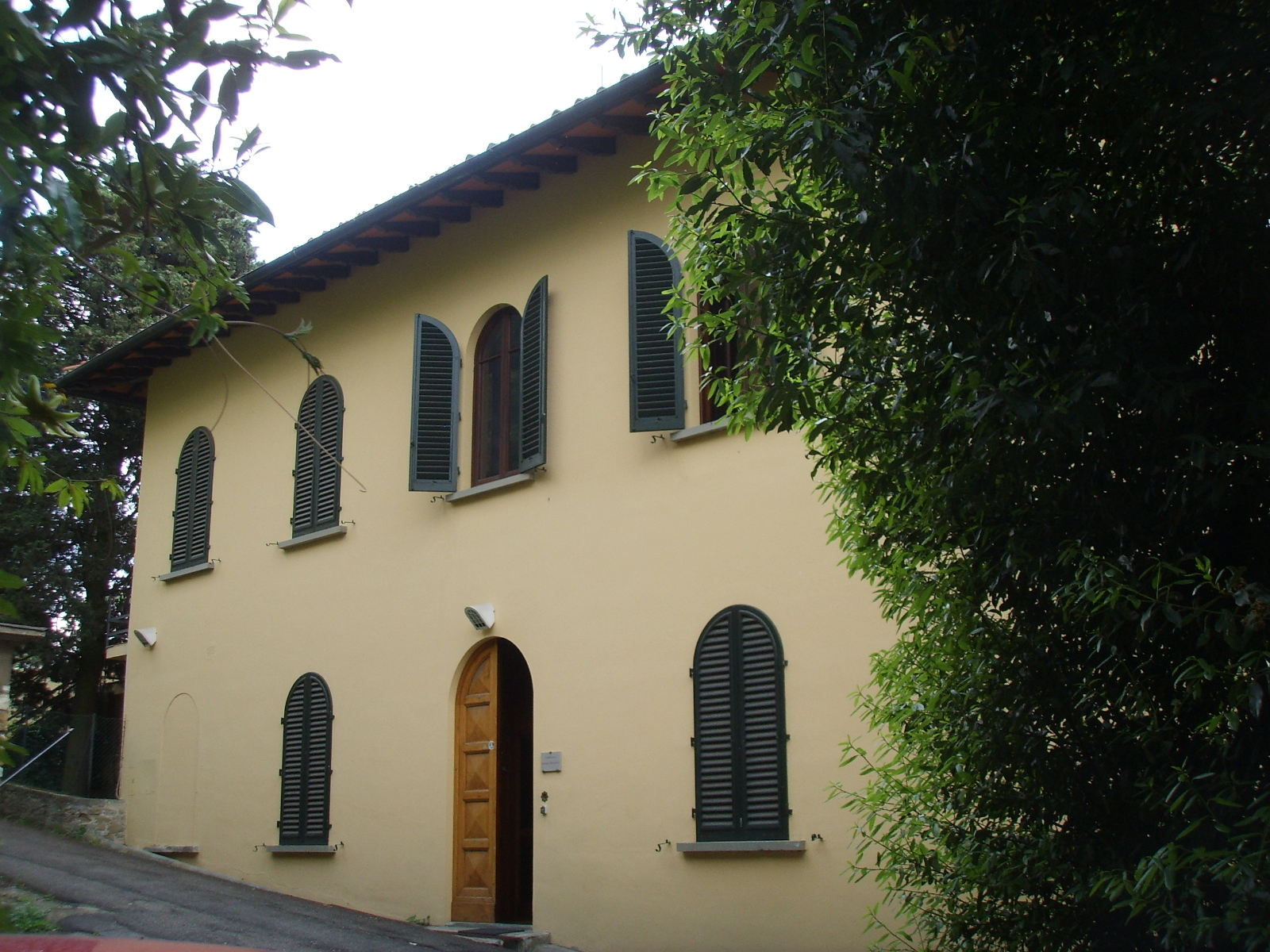
La semplice facciata
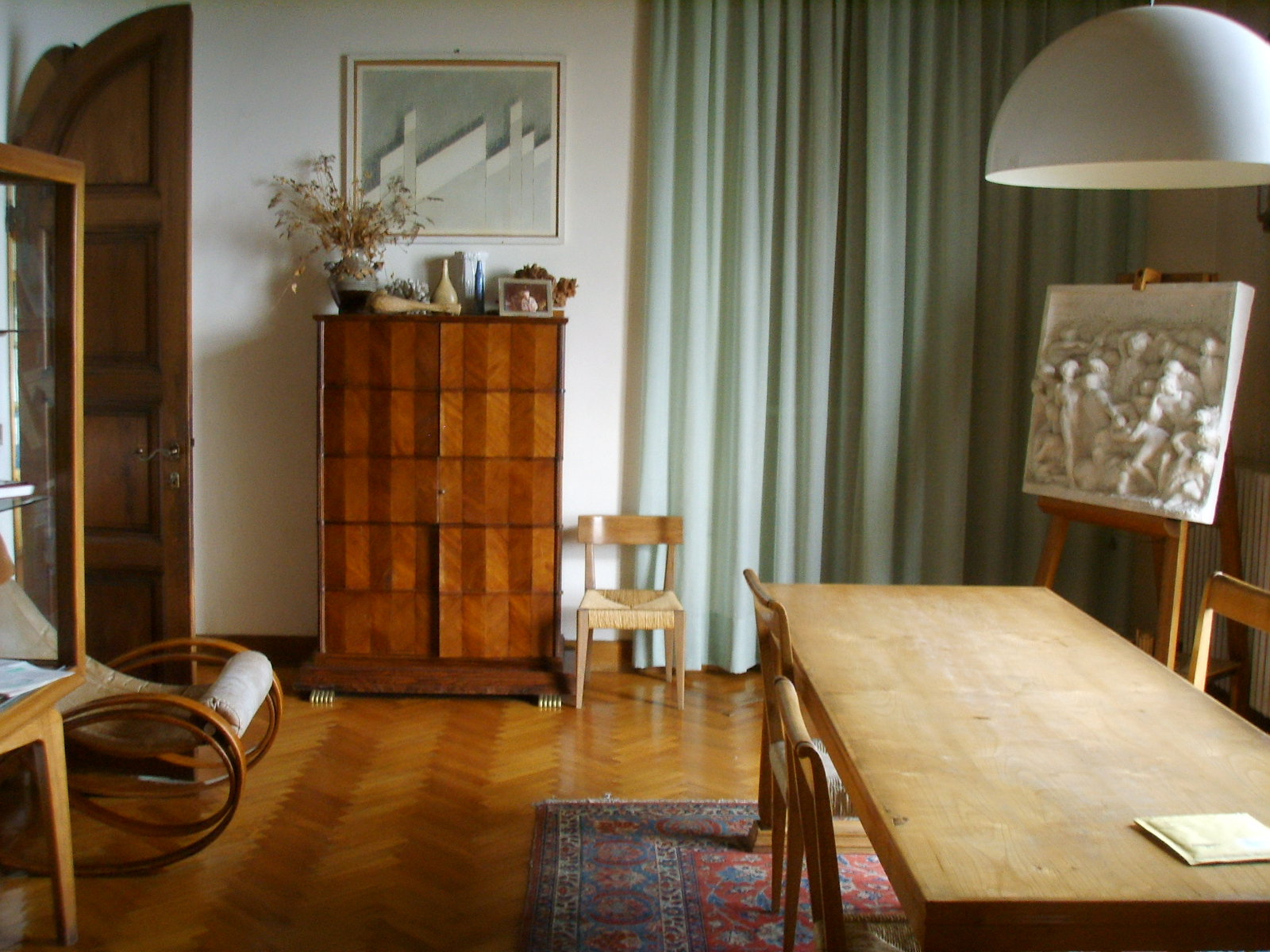
Interni
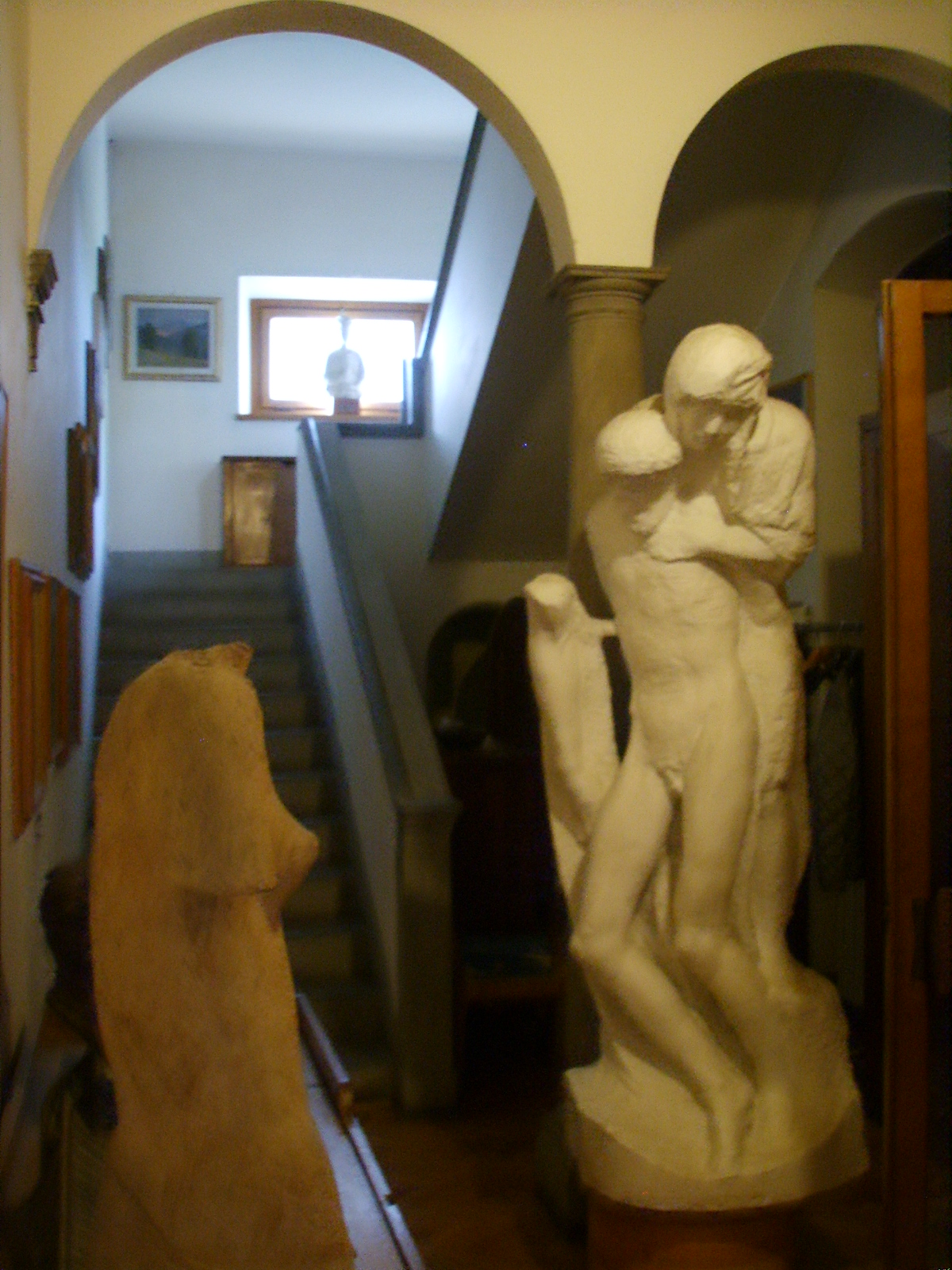
Interni